# Henrik Emmer
Henrik Emmer (født 8. februar 1967) er en dansk fysioterapeut og skuespiller.

## Uddannelse
Emmer blev uddannet som fysioterapeut fra Skodsborg Fysioterapiskole i 2004. Oprindeligt uddannet som skuespiller fra Skuespillerskolen ved Odense Teater i 1994.

## Filmografi

### Film og tv
- 1864 (DR, 2014) – sessionslæge
- Rejseholdet (DR, 2000) – betjent
- Hotellet (TV2, 1999) – betjent
- Karrusel (TV2, 1998) – nordjysk betjent
- Mellem Venner (DR, 1995) – kloakarbejder

## Teater
- Aladdin, understudy, Gladsaxe Teater i Ulvedalene, 2000
- Peter Pan, Klapøje, Det Ny Teater, 1999
- Man of La Mancha, Pedro, Det Ny Teater, 1999
- West Side Story, Diesel, Det Ny Teater, 1998
- Cyrano, Marquis m.m., Jyllandsturné, 1998
- Miss Saigon, GI og swing, Østre Gasværk Teater, 1997
- Cyrano, Marquis m.m., Gladsaxe Teater, 1997
- Folk og Røvere i Kardemommeby, Kasper, Aalborg Teater, 1996
- Charley’s Tante, Jack Chesney, Privat Teatret, 1996
- Familien God, Far, Tisvilde BioBistro, 1996
- De 5 på Gasværket - en cabaret, Østre Gasværk Teater, 1995
- Atlantis, Østre Gasværk Teater, bejler m.m.,1994
- De Gyldne År på Dansktoppen, Manden, Café Liva på Salon K, 1994

## Koncerter
- West Side Story, Riff, Tivolis Big Band, 1999
- The Three Musketeers - in Concert, Richelieu m.m., DR Slotskoncerter, 1997